# Franco Volpi
Franco Volpi (Vicenza, 4 de outubro de 1952 – Vicenza, 14 de abril de 2009) foi um filósofo, historiador da filosofia e professor na Universidade de Pádua, que escrevia regularmente para o jornal italiano La Repubblica. 

## Carreira
Volpi era especialista em filosofia alemã, em particular Martin Heidegger e Arthur Schopenhauer. Ele investigou a relação entre niilismo e nada, e entre a filosofia e a psicologia atual. Em uma de suas obras, escreveu que "as questões filosóficas reais têm uma história, mas não têm resposta". Para ele, o niilismo mina a verdade, enfraquece a religião e dissolve o dogmatismo.
Volpi também lecionou na Universidade de Witten/Herdecke, bem como nas universidades de Laval, Poitiers e Nice.
Volpi morreu em 14 de abril de 2009, aos 56 anos, após ser atropelado por um automóvel enquanto andava de bicicleta.

## Obras
- Heidegger e Brentano. L'aristotelismo e il problema dell'univocità dell'essere nella formazione filosofica del giovane Martin Heidegger, Cedam, Padova, 1976, pp. 144
- "La rinascita della filosofia pratica in Germania", in:Filosofia pratica e scienza politica, Francisci, Abano/Padova, 1980, pp. 180 (with Carlo Natali, Laura Iseppi, Claudio Pacchiani)
- "Sulla fortuna del concetto di decadence nella cultura tedesca: Nietzsche e le sue fonti francesi", Filosofia politica, 1995
- Lexikon der philosophischen Werke, Kröner, Stuttgart, 1988
- Guida a Heidegger, Laterza, Roma-Bari 1997, 1998, pp. XVI-387
- Hegel e i suoi critici, Per i licei e gli istituti magistrali, Laterza, Roma-Bari 1998
- Il nichilismo,[8]
- Heidegger e Aristotele, Daphne, Padova, 1984, pp. 226 (ristampa Bari, Laterza, 2010)